# Grand cru de Bourgogne

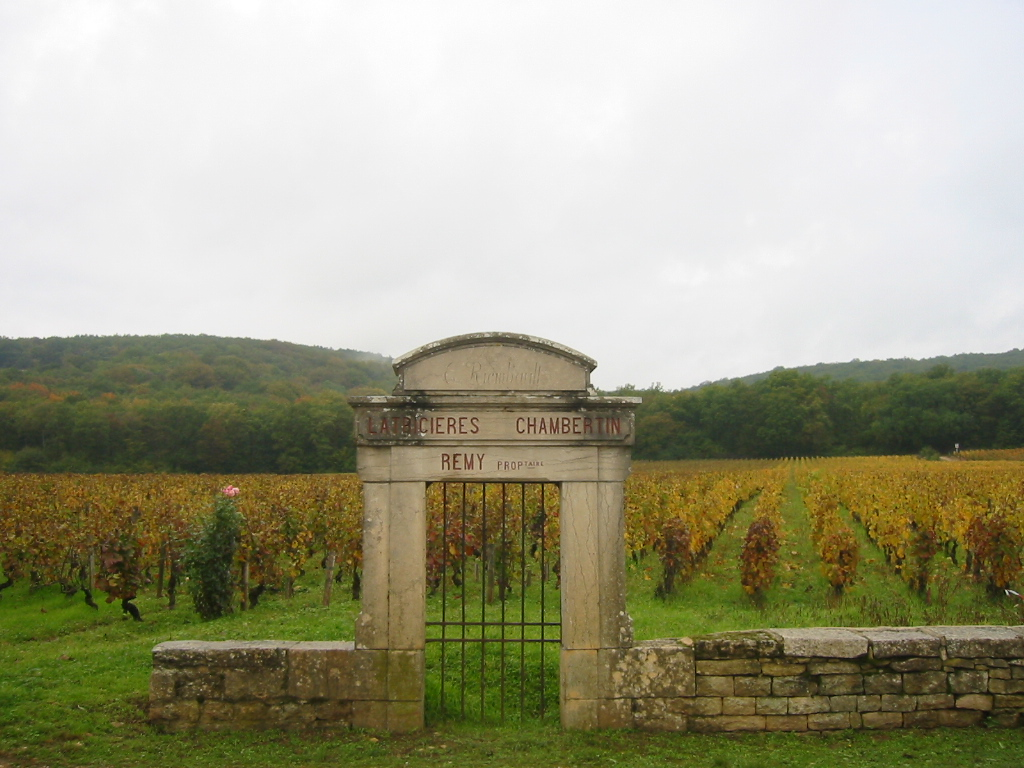
Le clos des Latricières à Gevrey-Chambertin, classé grand cru dans l'appellation latricières-chambertin.

Un grand cru de Bourgogne est un vin d'appellation d'origine contrôlée (AOC), produit sur certaines parcelles (les « climats » classés grands crus) de quelques communes viticoles de la côte de Beaune, de la côte de Nuits (le long de la route des Grands Crus) ou de Chablis. Le cahier des charges encadrant la production de chacun de ces grands crus est plus rigoureux que celui des autres vins. Cette appellation est donc au sommet des quatre catégories bourguignonnes : les appellations grands crus, les dénominations premiers crus, les appellations communales et les appellations régionales.

## Catégories d'AOC en Bourgogne
Les vins de Bourgogne se regroupent en quatre grandes catégories :
- les appellations régionales, soit plus de la moitié de la production, provenant de l'ensemble du vignoble de Bourgogne ou d'une de ses sous-régions ; il y a sept AOC régionales (bourgogne[2], bourgogne-passe-tout-grains, etc.), auxquels on peut rajouter les quatorze dénominations géographiques de l'appellation bourgogne (bourgogne hautes-côtes-de-nuits, bourgogne tonnerre, etc.) et les 27 de l'appellation mâcon (mâcon Igé, mâcon Azé, etc.) ;
- les appellations communales, soit un tiers de la production environ ; il y a 45 AOC communales, également appelées « appellations villages » (chablis, pommard, nuits-saint-georges, givry, etc.), en y comptant les deux AOC sous-régionales (côte-de-beaune-villages et mâcon) ;
- les dénominations premiers crus, soit 10 % de la production ; il s'agit de dénominations au sein des appellations communales ; le nom de cette AOC doit être suivie du nom d'un climat classé en premier cru ; il y a 562 climats en premier cru (saint-aubin premier cru « Murger des dents de chien », santenay premier cru « la Comme », chablis premier cru « Fourchaume », etc.) ;
- les appellations grands crus, soit 1,5 à 2 % de la production ; il existe 33 AOC grands crus, dont trente-deux en Côte-d'Or (bienvenues-bâtard-montrachet, corton-charlemagne, bonnes-mares, romanée-conti, etc.) et une dans l'Yonne (comprenant les sept climats de chablis grands crus) pour une superficie totale en production d'environ 550 à 560 hectares (variable selon les années).

Si ces appellations et dénominations sont définies dans les différents cahiers des charges de l'INAO publiés par le ministère de l'Agriculture et homologués par des décrets, les notions d'« appellation régionale », « sous-régionale » et « communale », ainsi que la liste des vins entrant dans ces catégories ne sont pas officielles. Elles sont plutôt affaires de tradition éditoriale parmi les guides des vins, repris ensuite sur les sites spécialisés.

## Grands crus de Bourgogne
Les grands crus bourguignons sont produits sur des climats se trouvant sur seulement douze communes viticoles bourguignonnes des vignobles de la côte de Nuits, de la côte de Beaune et de Chablis. Ces parcelles sont considérées comme privilégiées par leurs microclimats, leurs expositions, leurs sols, ainsi que par leur ancienne renommée, ce qui légitime l'emploi de techniques viticoles qualitatives.
Ces prestigieuses appellations récompensent donc des fleurons de la gamme des vins de Bourgogne. La qualité des vins est vérifiée à chaque nouveau millésime pour contrôler si la production correspond aux critères d'appellations grand cru ou si elle doit être déclassée en appellation premier cru.
La mention grand cru doit obligatoirement figurer sur l'étiquette. Cette mention est portée immédiatement au-dessous du nom de l'appellation en caractères égaux, aussi bien en hauteur qu'en largeur, aux deux tiers de ceux utilisés pour le nom de l'appellation (exemple : mazis-chambertin grand cru appellation contrôlée).

## Liste des grands crus
Les trente-trois vignobles à bénéficier de la prestigieuse appellation « grand cru » sont répartis sur les communes suivantes (du nord au sud).
| Régions        | Appellations                 | Communes             | Couleurs       | Superficies (2018) |
| -------------- | ---------------------------- | -------------------- | -------------- | ------------------ |
| Chablis        | chablis grand cru            | Chablis              | blanc          | 99,67 ha           |
| Côte de Nuits  | chambertin                   | Gevrey-Chambertin    | rouge          | 13,19 ha           |
| Côte de Nuits  | chambertin-clos-de-bèze      | Gevrey-Chambertin    | rouge          | 14,53 ha           |
| Côte de Nuits  | chapelle-chambertin          | Gevrey-Chambertin    | rouge          | 5,48 ha            |
| Côte de Nuits  | charmes-chambertin           | Gevrey-Chambertin    | rouge          | 27,54 ha           |
| Côte de Nuits  | griotte-chambertin           | Gevrey-Chambertin    | rouge          | 2,64 ha            |
| Côte de Nuits  | latricières-chambertin       | Gevrey-Chambertin    | rouge          | 6,80 ha            |
| Côte de Nuits  | mazis-chambertin             | Gevrey-Chambertin    | rouge          | 8,65 ha            |
| Côte de Nuits  | mazoyères-chambertin         | Gevrey-Chambertin    | rouge          | 3,02 ha            |
| Côte de Nuits  | ruchottes-chambertin         | Gevrey-Chambertin    | rouge          | 3,12 ha            |
| Côte de Nuits  | clos-de-la-roche             | Morey-Saint-Denis    | rouge          | 16,89 ha           |
| Côte de Nuits  | clos-des-lambrays            | Morey-Saint-Denis    | rouge          | 8,67 ha            |
| Côte de Nuits  | clos-de-tart                 | Morey-Saint-Denis    | rouge          | 7,06 ha            |
| Côte de Nuits  | clos-saint-denis             | Morey-Saint-Denis    | rouge          | 6,42 ha            |
| Côte de Nuits  | bonnes-mares                 | Morey-Saint-Denis    | rouge          | 14,66 ha           |
| Côte de Nuits  | bonnes-mares                 | Chambolle-Musigny    | rouge          | 14,66 ha           |
| Côte de Nuits  | musigny                      | Chambolle-Musigny    | rouge et blanc | 10,38 ha           |
| Côte de Nuits  | clos-de-vougeot              | Vougeot              | rouge          | 49,25 ha           |
| Côte de Nuits  | échezeaux                    | Flagey-Echézeaux     | rouge          | 36,12 ha           |
| Côte de Nuits  | grands-échezeaux             | Flagey-Echézeaux     | rouge          | 8,37 ha            |
| Côte de Nuits  | la-grande-rue                | Vosne-Romanée        | rouge          | 1,65 ha            |
| Côte de Nuits  | la-romanée                   | Vosne-Romanée        | rouge          | 0,84 ha            |
| Côte de Nuits  | la-tâche                     | Vosne-Romanée        | rouge          | 6,06 ha            |
| Côte de Nuits  | richebourg                   | Vosne-Romanée        | rouge          | 8,03 ha            |
| Côte de Nuits  | romanée-conti                | Vosne-Romanée        | rouge          | 1,81 ha            |
| Côte de Nuits  | romanée-saint-vivant         | Vosne-Romanée        | rouge          | 9,24 ha            |
| Côte de Beaune | charlemagne                  | Pernand-Vergelesses  | blanc          | 0,28 ha            |
| Côte de Beaune | charlemagne                  | Aloxe-Corton         | blanc          | 0,28 ha            |
| Côte de Beaune | corton                       | Pernand-Vergelesses  | rouge et blanc | 92,85 ha           |
| Côte de Beaune | corton                       | Aloxe-Corton         | rouge et blanc | 92,85 ha           |
| Côte de Beaune | corton                       | Ladoix-Serrigny      | rouge et blanc | 92,85 ha           |
| Côte de Beaune | corton-charlemagne           | Pernand-Vergelesses  | blanc          | 57,70 ha           |
| Côte de Beaune | corton-charlemagne           | Aloxe-Corton         | blanc          | 57,70 ha           |
| Côte de Beaune | corton-charlemagne           | Ladoix-Serrigny      | blanc          | 57,70 ha           |
| Côte de Beaune | bienvenues-bâtard-montrachet | Puligny-Montrachet   | blanc          | 3,43 ha            |
| Côte de Beaune | chevalier-montrachet         | Puligny-Montrachet   | blanc          | 7,48 ha            |
| Côte de Beaune | bâtard-montrachet            | Puligny-Montrachet   | blanc          | 10,27 ha           |
| Côte de Beaune | bâtard-montrachet            | Chassagne-Montrachet | blanc          | 10,27 ha           |
| Côte de Beaune | montrachet                   | Puligny-Montrachet   | blanc          | 9,59 ha            |
| Côte de Beaune | montrachet                   | Chassagne-Montrachet | blanc          | 9,59 ha            |
| Côte de Beaune | criots-bâtard-montrachet     | Chassagne-Montrachet | blanc          | 1,57 ha            |